# Варзоб
Варз́об — курортна зона, а також місто Таджикистану в мальовничій Варзобській ущелині, яка розташована за 8 км від Душанбе. В ущелині протікає кілька гірських річок: Варзоб, Сіміґанч, Сиєма, Вахш, Сиі, Амоо, Сокхоб.
Долиною річки Варзоб пролягає автодорога Душанбе — Істаравшан (колишній Ура-Тюбе) — Худжанд (колишній Ленінабад).